# Mark Wiens
Mark Wiens (* 26. Februar 1986 in Phoenix) ist ein US-amerikanischer Reise- und Food-Blogger, Vlogger, Webvideoproduzent, Fernsehmoderator und Geschäftsmann.

## Leben
Wiens wurde in Phoenix in eine Familie christlicher Missionare geboren. Er ist deutscher und chinesischer Abstammung. Mit seiner Familie lebte er in Frankreich, der Demokratischen Republik Kongo und in Kenia. Wiens besuchte die Arizona State University und schloss 2008 mit einem Bachelor in Global Studies ab. Nach seinem Abschluss reiste er durch Südamerika und nahm eine Stelle als Englischlehrer in den Bergen Patagoniens an. Während seiner Zeit als Englischlehrer in Thailand lernte Wiens seine Frau Ying kennen. Ihr Sohn Micah Wiens wurde 2016 geboren. Sie leben in Bangkok.

## Karriere
Wiens gilt als einer der bekanntesten Food-Vlogger. Er sah während seiner Studienzeit Sendungen von Anthony Bourdain und bezeichnete ihn als Pionier. 2009 gründete Wiens seinen Food-Blog Migrationology.com. Im Jahr 2012 veröffentlichte er ein E-Book mit dem Titel The Eating Thai Food Guide und kündigte seinen Job, um sich hauptberuflich dem Bloggen und der Produktion von YouTube-Videos zu widmen. In seinen Reisevlogs dokumentiert er seine Besuche in zahlreichen Ländern. Er wurde als Experte für thailändisches Essen unter anderem von New York Magazine, CNN und Andrew Zimmern vorgestellt. 2019 eröffnete Wiens zusammen mit dem thailändischen Food-Blogger Khun Tan, dem Designer und Schauspieler Khun Pongthep sowie Chef Gigg ein Restaurant namens เผ็ดมาร์ค (Phed Mark) in Bangkok, das sich auf Phat kaphrao spezialisiert. 2020 startete Wiens in Zusammenarbeit mit der in Bangkok ansässigen Tourfirma bangkokvanguards die Ultimate Bangkok Food Tour. 2022 moderierte Wiens die HBO-Asia-Serie Food Affair with Mark Wiens.

## Filmografie
- 2022: Food Affair with Mark Wiens
- 2024: National Geographic: Epic Food Journeys with Mark Wiens